# Стовпці (село)
Стовпці (Столбце, пол. Stołbce) — село в Польщі, у гміні Нурець-Станція Сім'ятицького повіту Підляського воєводства. Населення — 112 осіб (2011).

## Історія
Вперше згадується в XVIII столітті.
У 1975—1998 роках село належало до Білостоцького воєводства.

## Демографія
Демографічна структура станом на 31 березня 2011 року:
|          | Загалом | Допрацездатний вік | Працездатний вік | Постпрацездатний вік |
| -------- | ------- | ------------------ | ---------------- | -------------------- |
| Чоловіки | 54      | 6                  | 31               | 17                   |
| Жінки    | 58      | 10                 | 25               | 23                   |
| Разом    | 112     | 16                 | 56               | 40                   |